# Calligonum bubyrii
Calligonum bubyrii är en slideväxtart som beskrevs av Boris Fedtjenko och Pavl.. Calligonum bubyrii ingår i släktet Calligonum och familjen slideväxter. Inga underarter finns listade i Catalogue of Life.